# Kjell Provost
Kjell Provost, (Oostende, 21 juni 1977) is een gewezen Belgische atleet, die zich had toegelegd op 400 m. Hij nam eenmaal deel aan de wereldindoorkampioenschappen en veroverde indoor en outdoor in totaal zeven Belgische titels.

## Biografie
Provost was in de jeugd actief als hordeloper. Hij veroverde verschillende jeugdtitels op de 400 m horden. Internationaal veroverde hij vierde plaatsen op zowel de Europese als wereldkampioenschappen voor junioren. Nationaal behaalde hij drie medailles op de Belgische kampioenschappen.
In 1997 veroverde Provost zijn eerste Belgische titel op de 400 m indoor. Hij nam op dat nummer ook deel aan de wereldindoorkampioenschappen in Parijs, waar hij de halve finale haalde. Outdoor behaalde hij dat jaar ook een bronzen medaille op de Europese kampioenschappen U23. Met een tijd van 45,99 s was hij na Fons Brydenbach de tweede Belg onder de 46 seconden.
Indoor behaalde Provost tot 2001 nog drie titels en nam hij tweemaal zonder veel succes deel aan de Europese indoorkampioenschappen. Outdoor werd hij tussen 1998 en 2000 driemaal opeenvolgend Belgisch kampioen op de 400 m. Vanaf 2001 werd hij overvleugeld door de jongere Cédric Van Branteghem.

### Clubs
Provost begon zijn carrière bij Hermes Club Oostende, maar stapte daarna over naar Racing Club Gent.

### Privé
Provost trouwde in 2000 met 800 meter-loopster Sandra Stals.

## Belgische kampioenschappen
| Onderdeel    | Jaar                   |
| ------------ | ---------------------- |
| 400 m        | 1998, 1999, 2000       |
| 400 m indoor | 1997, 1998, 2000, 2001 |

## Persoonlijke records
Outdoor
| Onderdeel    | Prestatie | Datum            | Plaats   |
| ------------ | --------- | ---------------- | -------- |
| 400 m        | 45,88 s   | 7 augustus 1999  | Hechtel  |
| 400 m horden | 50,48 s   | 11 augustus 1996 | Oordegem |

Indoor
| Onderdeel | Prestatie | Datum           | Plaats |
| --------- | --------- | --------------- | ------ |
| 400 m     | 46,69 s   | 8 februari 1998 | Gent   |

## Palmares

### 400 m
- 1996:  BK indoor AC – 47,70 s
- 1997:  BK indoor AC – 46,73 s
- 1997: 6e in ½ fin. WK indoor in Parijs – 48,30 s
- 1997:  EK U23 in Turku – 45,99 s
- 1997: 5e in ¼ fin. Universiade op Sicilië – 48,30 s
- 1998:  BK indoor AC – 46,98 s
- 1998: 5e in series EK indoor in Valencia – 49,05 s
- 1998:  BK AC – 46,99 s
- 1999:  BK AC – 46,36 s
- 1999: 6e in ½ fin. EK U23 in Göteborg – 46,94 s
- 1999:  Nacht van de Atletiek – 45,88 s
- 2000:  BK indoor AC – 47,52 s
- 2000: 4e in series EK indoor in Gent – 48,47 s
- 2000:  BK AC – 46,08 s
- 2000: 6e Memorial Van Damme – 45,91 s
- 2001:  BK indoor AC – 47,73 s
- 2001:  BK AC – 46,53 s

### 400 m horden
- 1995:  BK AC – 52,28 s
- 1995: 4e EK U20 in Nyíregyháza – 52,14 s
- 1996:  BK AC – 50,48 s
- 1996: 4e WK U20 in Sydney – 51,11 s
- 1997:  BK AC – 51,89 s

### 4 x 100 m
- 1995: 7e EK U20 in Nyíregyháza - 40,84 s

## Onderscheidingen
- 1996: Gouden Spike voor beste belofte